# BH Tennis Open International Cup 1999
Il BH Tennis Open International Cup 1999 è stato un torneo di tennis facente parte della categoria ATP Challenger Series nell'ambito dell'ATP Challenger Series 1999. Il torneo si è giocato a Belo Horizonte in Brasile dal 9 al 15 agosto 1999 su campi in cemento.

## Vincitori

### Singolare
Jamie Delgado ha battuto in finale  Daniel Melo con il punteggio di 6–2, 7–6

### Doppio
Daniel Melo /  Antonio Prieto hanno battuto in finale  Jamie Delgado /  Martin Lee con il punteggio di 6–2, 3–6, 7–5